# 詹姆斯·曼卡姆
詹姆斯·理查·瑪利·曼卡姆爵士，KBE（英語：Sir James Richard Marie Mancham，1939年8月11日—2017年1月8日），塞舌尔政治家兼首任总统。1976年塞舌尔独立后，曼卡姆出任该国总统，翌年被总理弗朗斯-阿尔贝·勒内发动政变推翻。
曼卡姆在1993年7月和1998年3月曾两度参选总统，得票率分别为36.72%及13.8%，排名第二及第三。这两次选举的胜出者均为勒内。
曼卡姆有25%中国血统，中文名为“陈文咸”。其祖父为中國人，祖籍广东顺德。